# Nichiren-shū

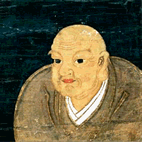
Nichiren Hakii, Porträt, 15. Jahrhundert, ausgestellt in Minobu-san Kuon-ji

Die Nichiren-Shū (japanisch 日蓮宗) ist die älteste und größte der traditionellen Schulen des Nichiren-Buddhismus, ihre Lehren beziehen sich auf den Mönch Nichiren (1222–1282), der im Japan des 13. Jahrhunderts lebte. Es handelt sich bei dieser Schule um eine Konföderation von etwa 5000 buddhistischen Tempeln, sowohl innerhalb als auch außerhalb Japans, die sich der Nichiren-Shū zugehörig fühlen. Eigenen Angaben zufolge hatte die Nichiren-Shu 2010 weltweit etwa 3,8 Millionen Anhänger.

## Grundlagen
Dem Lotos-Sutra wird in dieser buddhistischen Schule höchster Stellenwert eingeräumt. Die sogenannten Goibun (御遺文) oder Gosho (御書) sind Briefe und Abhandlungen des Glaubensstifters Nichiren und werden zum Studium des Buddhismus herangezogen. Die jeweilige Authentizität dieser Schriften wird in den verschiedenen Nichiren-Schulen unterschiedlich interpretiert. Kritisch steht man vor allem den so genannten Ongi Kuden, den mündlich überlieferten Lehren Nichirens gegenüber. Deren Authentizität wird in weiten Teilen der Nichiren-Shū bezweifelt, das Studium solcher Schriften jedoch nicht kategorisch abgelehnt. Durchaus ermutigt wird auch das Studium anderer buddhistischer Schriften. Somit ist der interreligiöse Dialog (auch mit anderen buddhistischen Traditionen) ein Anliegen, dem sich einige Tempel der Nichiren-shū besonders verpflichtet fühlen. Mit zu den heiligsten Orten des Buddhismus der Nichiren-shū gehört der Tempel Kuon-ji am Berg Minobu, welcher von Nichiren begründet wurde und auf dessen Gelände sich auch sein Grab befindet.

### Hauptrichtungen der Nichiren-Shū
Die Nichiren-Shū setzt sich aus einer Konföderation von verschiedenen buddhistischen Schulen zusammen, die alle ihren Ursprung im Nichiren-Buddhismus haben. Die Hauptvertreter gehen hierbei auf die engsten Schüler Nichirens zurück:
- Die Minobu-Schule des Nikō
- Die Hama-Schule des Nisshō
- Die Ikegami-Schule des Nichirō
- Die Nakayama-Schule des Nitchō und Nichijō (auch bekannt als Toki Jōnin)
- Die Fuji-Schule des Nikkō, (der Taiseki-ji und seine Nebentempel gehören jedoch der Nichiren-Shōshū an)

## Religiöse Ausübung

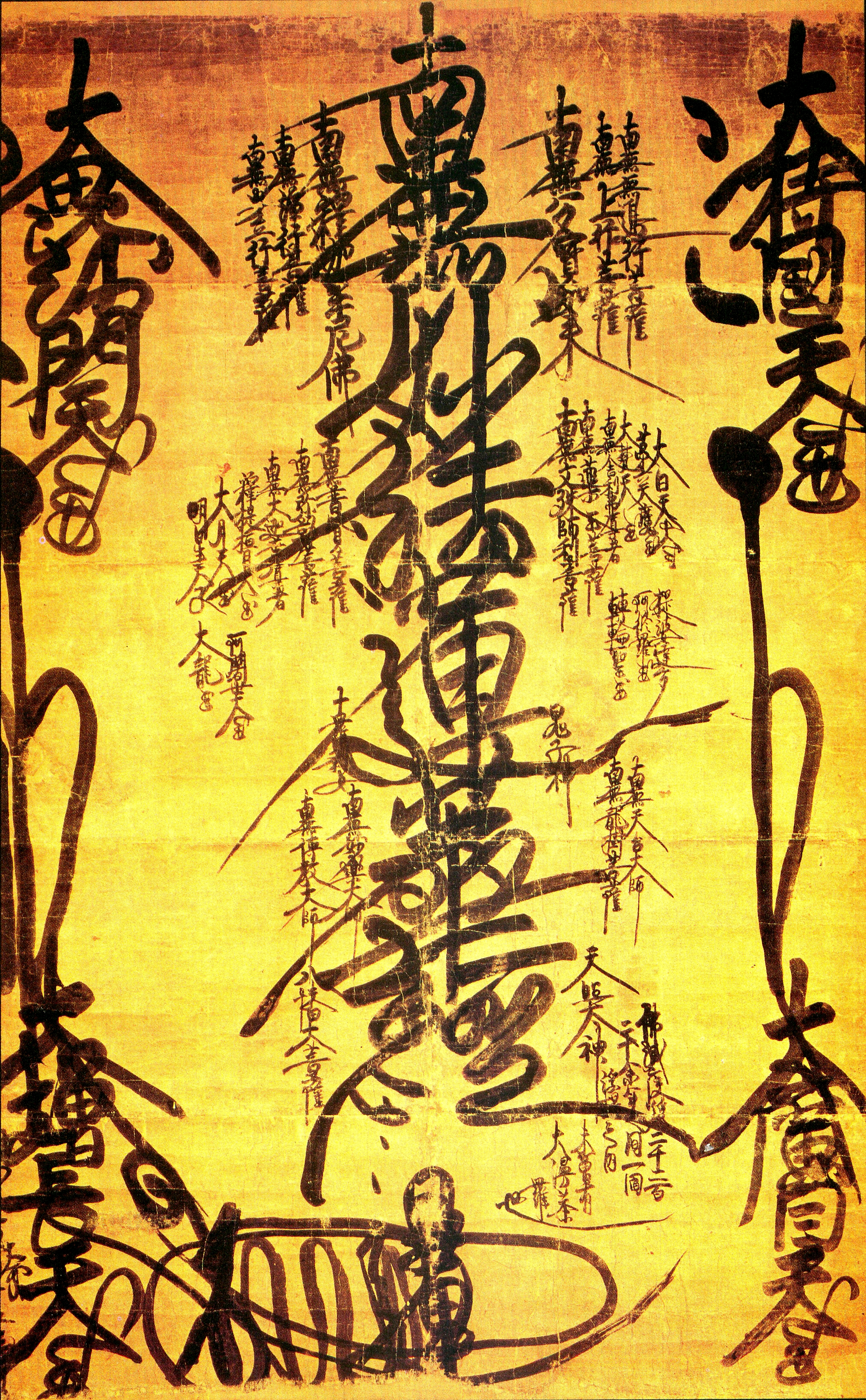
Der Shutei Gohonzon (oder Rinmetsudōji Gohonzon) von dem Kopien an die Anhänger der Nichiren Shū vergeben werden. Es handelt sich hierbei um den von Nichiren selbst eingeschriebenen Gohonzon von März 1280. Das Original soll an Nichirens Sterbebett im Haus der Familie Ikegami (heute Ikegami Honmon-ji) aufgestellt gewesen sein und wird in Kamakura, im Chōkōzan Myōhōn-ji aufbewahrt.

Im Mittelpunkt der religiösen Verehrung steht ein Mandala, genannt Gohonzon. Der Gohonzon kann jedoch auch eine Statue sein, gängige Formen des Gohonzon sind in der Nichiren-shū:
- Eine Statue des Ewigen Shakyamuni Buddha.
- Eine Statue des Shakyamuni Buddha, flankiert von den sog. Vier Bodhisattvas aus der Erde (dies sind: Jōgyō, Muhengyō, Jyōgyō und Anryūgyō)
- Eine Stupa mit der Inschrift Namu-myōhō-renge-kyō, flankiert von den sog. Vier Bodhisattvas aus der Erde.
- Eine Kalligrafie des Odaimoku (Ippen Shudai).
- Die Kopie eines von Nichiren selbst gefertigten Gohonzons den sog. Shutei Gohonzon[6] oder eine durch einen Priester gefertigte Abschrift dessen.

Mit "Ewiger Shakyamuni Buddha" ist der Buddha des Lotos-Sutras gemeint, wie er sich im 16. Kapitel bzw. der zweiten Hälfte des Sutras (essenzielle Lehren) offenbart. Nichiren erläutert unabhängig davon noch lange vor dem Sado Exil, dass eine Statue des historischen Buddha Shakyamuni durch die Anwesenheit einer Kopie des Lotos-Sutras mit allen 32 Merkmalen, des Buddha ausgestattet ist. Gemeint ist das Merkmal der Stimme.
Neben der Verehrung dieses Mandalas, sind vor allem das Rezitieren des Odaimoku (御題目) „Namu Myōhō Renge Kyō“ und das Rezitieren von Teilen des Lotos-Sutra Kernpunkte der Ausübung.
Das Rezitieren des Odaimoku wird als Zeremonie auch als Shōdaigyō (s. u.) bezeichnet. Das Rezitieren von Teilen des Lotos-Sutra wird Gongyō (勤行) oder Shōjin (精進) oder Otsutome genannt und erfolgt meist am Morgen und am Abend.
In der Art des Ablaufs gibt es keine generellen Vorschriften. Der Beginn des 2. (Hoben pon, Geschickte Mittel) und 16. Kapitels (Die Lebensspanne des Tathagata, Versteil Jigage) des Lotos Sutras sind Teil jeder Zeremonie. Der Ablauf variiert aber insbesondere bei offiziellen Anlässen. So sind auch Auszüge aus anderen Kapiteln wie z. B. Auszüge aus dem 2., 3., 10. und 11. Kapitel, gen. Yokuryōshū, Auszüge aus dem Kapitel 12 (Devadatta) und 13 (Beharrlichkeit) und aus Kapitel 20 (Bodhisattva Niemals Verachtend), 21 (Die übernatürlichen Kräfte des Tathagata) sowie das Kannon Kapitel 25 (Universales Tor des Bodhisattva Avalokiteshvara) fester Bestandteil der Liturgie. Sie können auch vor dem eigenen Altar rezitiert werden.

### Otsutome
Üblicherweise wird jedoch, vor allem zu Hause beim Otsutome folgender Ablauf eingehalten:
- Kurze stille Meditation oder Odaimoku Sanchō (dreimal Namu Myōhō Renge Kyō)
- Sanborai (im Tempel von den Mönchen als Shōmyō ausgeführt) Verneigung vor den Drei Juwelen (Schätze), gemäß Interpretation der Nichiren-Shū sind dies:
  - Der Buddha: Shakyamuni Buddha
  - Das Dharma: Das Lotos Sutra und das Gesetz von Namu-Myōhō-Renge-Kyō
  - Die Sangha: Bodhisattva Nichiren Shōnin, der Klerus aus Priestern und Priesterinnen sowie die Laiengläubigen.

- Kanjō: Anrufung (Einladung an den Buddha, den Gründer Nichiren Shōnin, die Bodhisattvas und die buddhistischen Schutzgötter (Shoten Zenjin) der Zeremonie beizuwohnen)
- Kaikyōge: Eröffnungsverse zum Lotos-Sutra
- Shindoku:
  - Rezitieren des 2. Kapitels des Lotos-Sutra (Hōben pon)
  - Rezitieren des 16. Kapitels des Lotos-Sutra (Juryō hon/Jigage)
- Goibun: Auszüge aus den Schriften Nichirens (z.B. Shoho Jisso Sho o.a.)
- Shōdai: Das Chanten (mehrmalige Rezitieren) des Odaimoku (Namu Myōhō Renge Kyō)
- Hōtōge: Rezitieren eines Teils des 11. Kapitels des Lotos-Sutra
- Ekō: Gebet (oder auch Gedenken an Verstorbene, je nach Anlass)
- Shigu seigan: Bodhisattva-Gelübde
- Odaimoku Sanchō (dreimal Namu Myōhō Renge Kyō)

Zur Anwendung kommen dabei Glocken zur Unterteilung der Abschnitte sowie je nach Größe der Versammlung eine Holzglocke Mokushō, Mokugyō oder auch eine Uchiwa Daiko (Handtrommel). Bei großen Zeremonien auch bisweilen sehr große Taiko Trommeln. Diese dienen dazu, den Rhythmus und das Tempo während der Rezitationen zu steuern.
Nicht unüblich ist es auch, über mehrere Tage verteilt, das gesamte Lotos Sutra zu rezitieren. Das Rezitieren des Sutras erfolgt meist gemäß japanischer Aussprache oder auch in der jeweils üblichen Landessprache.
Auch das kalligraphische Kopieren des Odaimoku (写経, ) findet eine Anwendung.
Diese Ausübungen sind in der Nichiren-Shū Teil der Ausübungen, die ein Lehrer des Dharma praktizieren sollte. Zusammen sind dies:
- Das Lotos-Sutra mit Körper und Geist zu empfangen und beizubehalten
- Das Lotos-Sutra mit den Augen zu lesen
- Das Lotos-Sutra zu rezitieren
- Das Lotos-Sutra anderen zu erklären
- Das Lotos-Sutra zu kopieren (shakyō)

Buddhistische Konzepte wie das Zuflucht suchen und die vier edlen Wahrheiten werden im Gegensatz zu anderen Schulen des Nichiren-Buddhismus somit als unterstützend erachtet und angewendet.

### Shōdaigyō
Shōdaigyō (jap. 唱題行) bezeichnet das Rezitieren des Titels (shōdai) des Lotos-Sutras, des Odaimoku als buddhistische Ausübung (gyō) im Rahmen einer für die Nichiren Shu spezifischen Meditation.
Diese ersetzt nicht das Otsutome und wird als wichtige Praxis angesehen. Sie hat den Zweck, die Verinnerlichung und Wirkung des Odaimoku zu fördern. Diese Methodik wird in ihrer heutigen Form innerhalb der Nichiren-Shū seit den 1950er Jahren praktiziert. Eingeführt wurde sie vom damaligen Erzbischof Nichijun Yukawa unter Einbeziehung und Weiterentwicklung früherer Formen dieser Praxis. Im Zentrum der Meditation steht das „Chanten“ bzw. Rezitieren von Namu Myoho Renge Kyo. Dabei wird diese Ausübung umrahmt von ergänzenden Gebeten und stillen Meditationen und ist innerhalb der Tempel relativ einheitlich. Die stillen Mediationen folgen in Haltung und Durchführung der traditionellen Weise, wie sie auch in den anderen buddhistischen Schulen z. B. Zen durchgeführt werden.

#### Ablauf (beispielhaft)
1. Raihai (礼拝): Tiefe Verbeugung
2. Dōjō-Kan: Meditation über den Thron der Erleuchtung.
3. Honmon Sanki: Zuflucht bei den 3 Schätzen: Buddha, Dharma und Sangha.
4. Jōshingyō: Stille Meditation für die Harmonie von Körper und Geist. Diese dient der Beruhigung des Geistes als Vorbereitung der Rezitation des Odaimoku. Ausführung wie in anderen Schulen im Sitzen, halber Lotos- oder voller Lotossitz.
5. Shōdai: Rezitation des Odaimoku. Begleitet wird diese üblicherweise durch eine Mokugyo und/oder Taiko, je nach Größe der Versammlung. Dabei wird sehr langsam begonnen, das Tempo langsam gesteigert, intensiver gechantet und schließlich bis zum Schluss hin das Tempo wieder verringert.
6. Jinshingyō: Stille Meditation über das Odaimoku.
7. Kigan Ekō: Gebet der Dankbarkeit für die Wohltaten der Mediation.
8. Shigu Seigan: Die 4 großen Bodhisattva-Gelübde.
9. Juji: Widmung und Versprechen den Glauben an das Lotos-Sutra beizubehalten.
10. Raihai: Tiefe Verbeugung[12][13]

## Besondere Feiertage
Eine Auflistung der wichtigsten Feiertage:
- 1. – 3. Januar, Neujahrszeremonien
- 15. Februar: Nirvana-Tag: Shakyamuni Buddha tritt ins Nirvana ein
- 16. Februar: Geburt Nichirens
- ca. 21. März: O-Higan, Tagundnachtgleiche, Frühlingsbeginn, Gedenken an die Verstorbenen
- 8. April: Geburt Shakyamunis, siehe auch: Vesakh
- 28. April: Nichiren rezitiert zum ersten Mal das Odaimoku, Begründung des Nichiren-Buddhismus
- 13.–15. Juli (oder 13.–15. August): Urabon, Gedenken an Maudgalyayana der dem Mythos nach seine Mutter vor den Hungergeistern rettete. Zu dieser Gelegenheit gedenkt man besonders verstorbenen Familienmitgliedern. Dieser Tag wird zusammen mit dem sog. Segaki zelebriert, zur Erinnerung daran, dass alle Wesen miteinander verbunden sind.
- 12. September, Gedenken an die Tatsunokuchi Verfolgung
- ca. 23. September O-Higan, Herbstbeginn zur Tagundnachtgleiche
- 13. Oktober: Oeshiki, Eintritt Nichirens ins Nirvana
- 11. November, Gedenken an die Verfolgung von Komatsubara
- 8. Dezember: Bodhi-Tag, Jōdō-E, Gedenken an die Erleuchtung Shakyamunis. Wird in der Nichiren-shū mit einer Zeremonie bei Kerzenlicht zelebriert.
- 31. Dezember – 1. Januar, Joya-no-kane, Das 108-malige Läuten der Tempelglocke

## Wichtige historische Tempel der Nichiren-shū
- Kuon-ji, gegründet durch Nichiren. Haupttempel der Nichiren-shū am Berg Minobu.
- Ikegami Honmon-ji, bezeichnet den Ort an dem Nichiren verstarb und auch eingeäschert wurde.
- Hokekyō-ji, Präfektur Chiba, Aufbewahrungsort der wichtigsten Schriften, hervorgegangen aus der Sammlung Toki Jonins (Nichijō). Ort des jährlichen asketischen Aragyo Trainings.
- Seichō-ji, ursprünglich ein Tempel der Tendai-shū, da der Tempel eine wichtige Rolle im Nichiren-Buddhismus spielt seit 1949 ein Tempel der Nichiren-shū. Angehende Novizen/-Innen legen hier ihre Gelübde ab.
- Myōhon-ji, in Kamakura. Einer der ältesten Nichiren Tempel Japans. Aufbewahrungsort des Rinmetsudōji-Gohonzon (s. o.)
- Hōtō-ji, in Kyōtō
- Kyōnin-ji, gegründet an einer Stelle an der Nichiren im Jahre 1281 angegriffen worden sein soll.
- Ryūkō-ji, gegründet an dem Ort an dem Nichiren beinahe hingerichtet wurde.
- Tanjō-ji, bezeichnet den Ort an dem Nichirens Elternhaus stand.

## Die Nichiren-shū außerhalb Japans
Außerhalb Japans zeigt sich, dass die Nichiren-Shu eines langsamen aber dennoch stetigen Wachstums unterliegt. Ein Grund hierfür ist, dass im Vergleich zu anderen Nichiren-Schulen keine verstärkte Missionierung betrieben wurde, die mitunter anderen Nichiren-Schulen in der Vergangenheit vorgeworfen wurde und von denen sich die Nichiren-Shu bewusst abzugrenzen versucht.
Zum anderen war die Verbreitung außerhalb Japans eng an Auswanderungswellen wie zum Beispiel nach den USA geknüpft. So verwundert es nicht zu erfahren, dass der erste Tempel der Nichiren-Shū in Nordamerika bereits 1914 in Los Angeles gegründet wurde.
In den letzten Jahren werden somit auch zunehmend Nicht-Japaner zu Priestern ordiniert zu denen auch, gerade im Westen, eine wachsende Zahl von Frauen gehört. Eine wichtige Funktion in der Ausbildung zum Priester der Nichiren-Shū hat hier auch die in Tokyo ansässige Risshō-Universität. An dieser Stelle sei bemerkt, dass Priester der Nichiren-Shū heiraten dürfen.
Neben dem Renkoji in Italien ist der Daiseion-ji in Wipperfürth einer von drei Tempeln der Nichiren-Shū in Europa. Letzterer dient als Begegnungs- und Schulungszentrum, nicht aber zur Leitung einer Gemeinde. Der Renkoji Tempel gibt über Editioni Renkoji die Liturgie für die Zeremonien in unterschiedlichen Sprachen heraus, darunter auch die erste deutschsprachige Liturgie der Nichiren Shū.

## Unterschiede zu anderen Nichiren-Schulen
Abgesehen von Fragen der religiösen Ausübung, bestehen in den verschiedenen Nichiren-Schulen vor allem auch Unterschiede welche Rolle Nichiren als Person zuerkannt werden soll. Sowohl die Nichiren-Shōshū als auch die aus ihr hervorgegangene Sōka Gakkai sehen Nichiren als einen Buddha an.
Die Nichiren-Shū hingegen, verehrt Nichiren als eine Verkörperung des Bodhisattva Jōgyō (Sanskrit: Viśistacāritra). Daher spricht man in der Literatur der Nichiren-shū auch von Nichiren Shonin, wobei Shonin eine Art Titel darstellt und mit Heiliger oder Weiser übersetzt werden könnte. Nichiren wird zudem als Reformator des Buddhismus angesehen, darum bemüht den Kern der Lehren Shakyamuni Buddhas wieder in den Vordergrund zu rücken. Der einzige Buddha unseres Zeitalters ist nach dem Glauben der Nichiren-Shū Shakyamuni selbst.
Ein weiterer Unterschied ist, dass die Nichiren-Shū zwar das Priesteramt kennt, dies jedoch weniger hierarchisch auslegt wird als beispielsweise in der Nichiren-Shōshū. Einen Hohen Priester, ausgestattet mit einem Status der Unfehlbarkeit, wie in der Nichiren-Shōshū gibt es somit in der Nichiren-Shū nicht.
Dieses Amt führt die Nichiren-Shōshū auf den Priester Nikkō zurück, den Nichiren als Nachfolger bestimmt haben soll. Dass solch eine Regelung der Nachfolge durch Nichiren je veranlasst wurde, wird jedoch von der Nichiren-Shū bestritten.